# Pál Koczka
Pál Koczka (Budapest, 22 marzo 1939 – Budapest, 2 giugno 2016) è stato un cestista ungherese.

## Carriera
Con l'Ungheria ha disputato i Giochi olimpici di Tokyo 1964 e due edizioni dei Campionati europei (1963, 1965).